# Manaquí capgroc
El manaquí capgroc (Chloropipo flavicapilla) és un ocell de la família dels píprids (Pipridae).

## Hàbitat i distribució
Habita la selva pluvial de les muntanyes de Colòmbia i l'Equador